# 陳貴春
陳貴春（英語：Charles Chan Kwai-chun，1965年10月26日—），香港大律師、粵港澳大灣區律師、香港城市大學法律學院特約教授。他在1989年加入香港政府任職政務主任，官至首長級丙級政務官，離任前為大埔民政事務專員，其後轉投法律界。

## 早年生活
陳貴春在1965年10月26日出生，及後在香港中文大學取得工商管理學學士學位。

## 公務員生涯

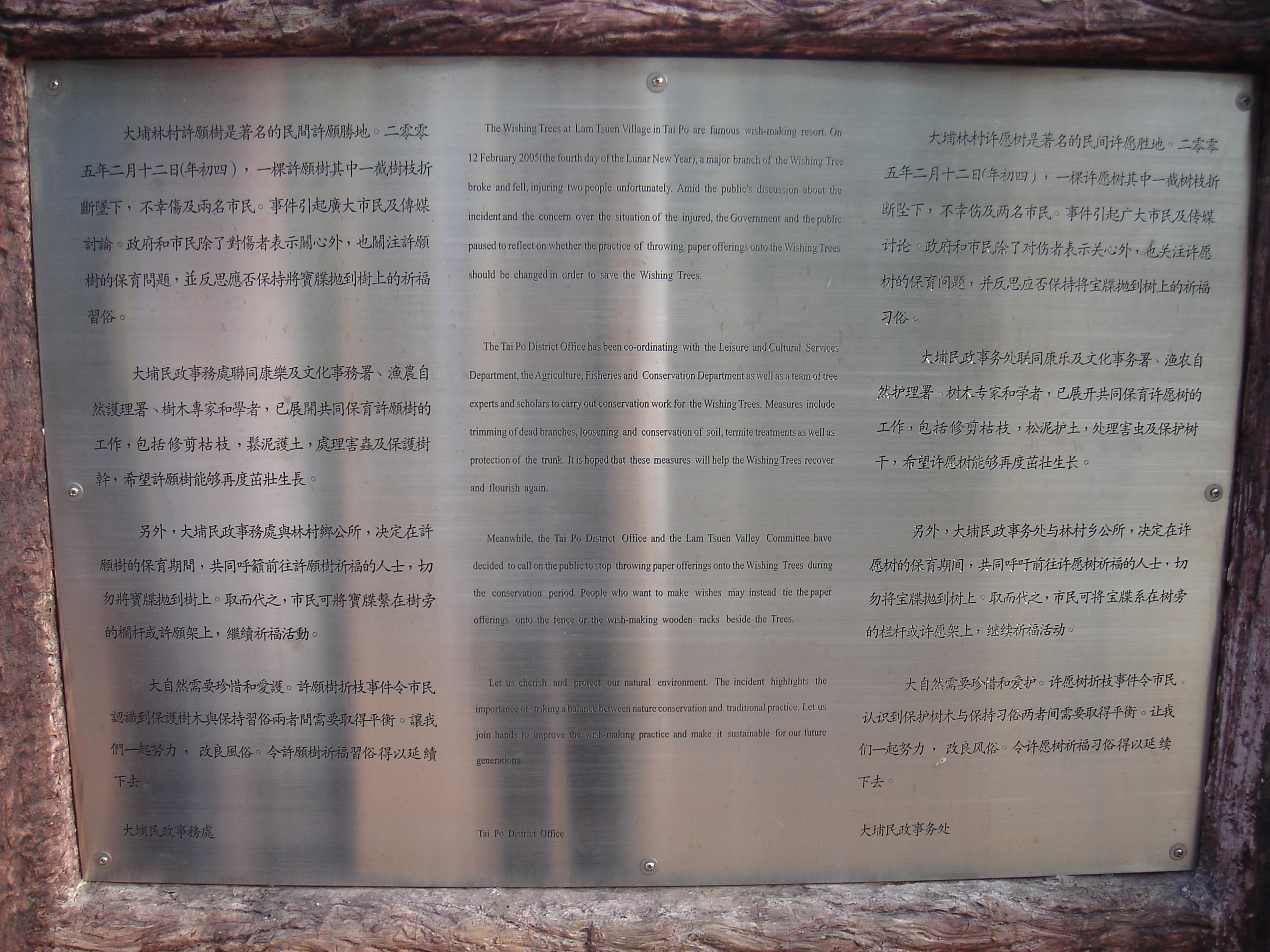
大埔民政事務處張貼的許願樹告示板

陳貴春於1989年加入香港政府，擔任政務主任，先後在衛生福利科、政務總署、市政總署及電訊管理局等部門及決策科工作。1997年4月，他在助理工商司任上晉升為高級政務主任，並於4月25日出任九龍城政務專員，接替調往荃灣區的葉采芊。隨著主權移交，該職務在1997年7月改稱為九龍城民政事務處專員，直至2000年11月由鍾沛康接替。自九龍城區卸任後，陳貴春返回政府總部擔任民政事務局首席助理局長，參與了平等機會委員會修訂《性別歧視條例》和《殘疾歧視條例》等立法工作。
在2003年7月，擔任旅遊事務助理專員的陳貴春於立法會財委會解釋「旅遊發展助理訓練計劃」的撥款安排。他此後獲派往美國哈佛大學修讀高層領導發展課程，並於當年12月8日接替呂建勳出任大埔民政事務專員。出掌大埔區後，陳貴春於2003年12月12日獲委任為官守太平紳士。
2005年2月12日，即農曆新年正月初四，其中一棵林村許願樹的部分支幹突然而塌，壓傷了兩名正在許願的市民。陳貴春迅速處理事件，呼籲市民切勿向許願樹擲寶牒，並派承辦商清理樹上的寶牒。

### 缺勤爭議
2005年，時任大埔民政事務助理專員分別致函民政事務總署、公務員事務局、多名立法會議員及大埔區議員，投訴其上司陳貴春工作懶散，屢次在辦公時間缺勤，並詳列缺席時段。陳貴春被發現在兩個半月內至少有八天在無事先請假下缺勤，而且每日嚴重遲到，以及在周六長周末曠工。陳亦被投訴濫用政府車輛作私人用途，包括要求司機接載他由辦公室返回位於九龍擎天半島的寓所，以及處理私人事務、接載其妻子等。事件曝光後，有當區的區議員表示多次在辦公時間在街上遇見陳貴春，而陳也甚少出席議員在週末或假日舉辦的活動。
民政事務總署接獲舉報後，初步發現投訴信內容可信，隨即委派副署長展開調查。陳貴春亦自行提出休假，其大埔民政事務專員職務一度由北區民政事務專員黃漢豪跨區兼署理，直至2006年3月1日方正式由潘太平接替。調查近一年後，公務員事務局在紀律聆訊中裁定陳貴春確有違規，陳貴春遂於2007年1月正式離開政府。

## 法律生涯
陳貴春在政府工作期間積極進修，於倫敦大學完成法律學士學位後，於1993年在香港及英國獲認許為大律師。2001年，陳貴春在民法學家王利明的指導下，於中國人民大學法學院完成民商法學碩士課程。
離開政府後，陳貴春轉投法律界，成為執業大律師，並於2012年加入夏慤大律師事務所，專長包括行政法、憲法、仲裁、商法及公司法。他同時擔任香港大律師公會內地事務常委會委員，以及《建築物條例》第45條所規定的上訴審裁團(建築物)主席。2024年8月，陳成為大湾区律师，並加入   广东星辰（前海）律师事务所，開始在深圳执业。

## 殊銜
- 官守太平紳士（J.P.）（1997年4月－2000年10月31日；2003年12月12日－2006年2月28日）[24]

## 備註
1. ↑  1996年6月30日前稱為九龍城政務專員。
2. ↑  報導原文指陳貴春是被一名同屬政務職系的下屬舉報，而在大埔民政事務處的編制內，大埔民政事務助理專員是他唯一一名同屬政務職系的下屬。[13]
3. ↑  報導原文指民政事務總署委派了首長第三級以上官員展開調查。按照民政事務總署編制，兩名由首長級乙級政務官擔任的副署長是該署唯二屬於首長級薪級第三級的官員，故只有副署長能受署長委派。[13]